# ペテ・カソヴィッツ
ペテ・カソヴィッツ（Peter Kassovitz,1938年11月17日-)は、フランスの映画監督・脚本家。
息子は映画監督のマチュー・カソヴィッツ。

## 略歴
ハンガリーのブダペスト生まれ。ユダヤ系だったため、彼が5歳の時に両親は強制収容所に収容される（両親は生き延び、後に再会）。ハンガリー動乱をきっかけにパリへ移住。カメラマンを経て、1959年からフランスでテレビ・映画監督として活躍。

## 主な作品

### 監督
- 聖なる嘘つき/その名はジェイコブ Jakob the Liar (1999)

### 出演
- カフェ・オ・レ Metisse (1993)
- 憎しみ La haine (1995)